# Testul liniei orizontale
În matematică, testul liniei orizontale este utilizat pentru a determina dacă o funcție este injectivă.

## În analiză
O linie orizontală este o dreaptă paralelă cu axa absciselor. Având în vedere o funcție reală de variabilă reală {\displaystyle f\colon \mathbb {R} \to \mathbb {R} ,} se poate decide dacă este injectivă examinând cum intersectează dreptele orizontale graficul funcției. Dacă vreo linie orizontală {\displaystyle y=c} intersectează graficul în mai multe puncte, funcția nu este injectivă. Pentru a constata acest lucru, trebuie observat că punctele de intersecție au aceeași valoare y (deoarece se află pe linia {\displaystyle y=c}) dar diferite valori x, ceea ce înseamnă prin definiție că funcția nu poate fi injectivă.
Variante ale testului liniei orizontale pot fi utilizate pentru a determina dacă o funcție este surjectivă sau bijectivă:
- Funcția f  este surjectivă (adică, pe) dacă și numai dacă graficul său intersectează orice linie orizontală cel puțin o dată.
- Funcția f  este bijectivă dacă și numai dacă graficul său intersectează orice linie orizontală o singură dată.

## În teoria mulțimilor
Fie funcția {\displaystyle f\colon X\to Y} cu graficul său ca submulțime a produsului cartezian {\displaystyle X\times Y}. Fie liniile orizontale în {\displaystyle X\times Y} :{\displaystyle \{(x,y_{0})\in X\times Y:y_{0}{\text{ este constant}}\}=X\times \{y_{0}\}}. Funcția f este injectivă dacă și numai dacă fiecare linie orizontală intersectează graficul cel mult o dată. În acest caz, se spune că graficul trece testul liniei orizontale. Dacă vreo linie orizontală intersectează graficul de mai multe ori, funcția nu trece testul liniei orizontale și nu este injectivă.